# Comuna Sknîliv, Pustomîtî
Sknîliv (în ucraineană Скнилів) este o comună în raionul Pustomîtî, regiunea Liov, Ucraina, formată din satele Berezivka, Hranîțea și Sknîliv (reședința).

## Demografie
Componența lingvistică a comunei Sknîliv
     Ucraineană (99,46%)
     Alte limbi (0,45%)
Conform recensământului din 2001, majoritatea populației comunei Sknîliv era vorbitoare de ucraineană (99,46%), existând în minoritate și vorbitori de alte limbi.